# Casa Verdi
A Casa Verdi vagy Casa di Riposo per Musicisti Giuseppe Verdi által alapított milánói muzsikusotthon. 

## Építésének története

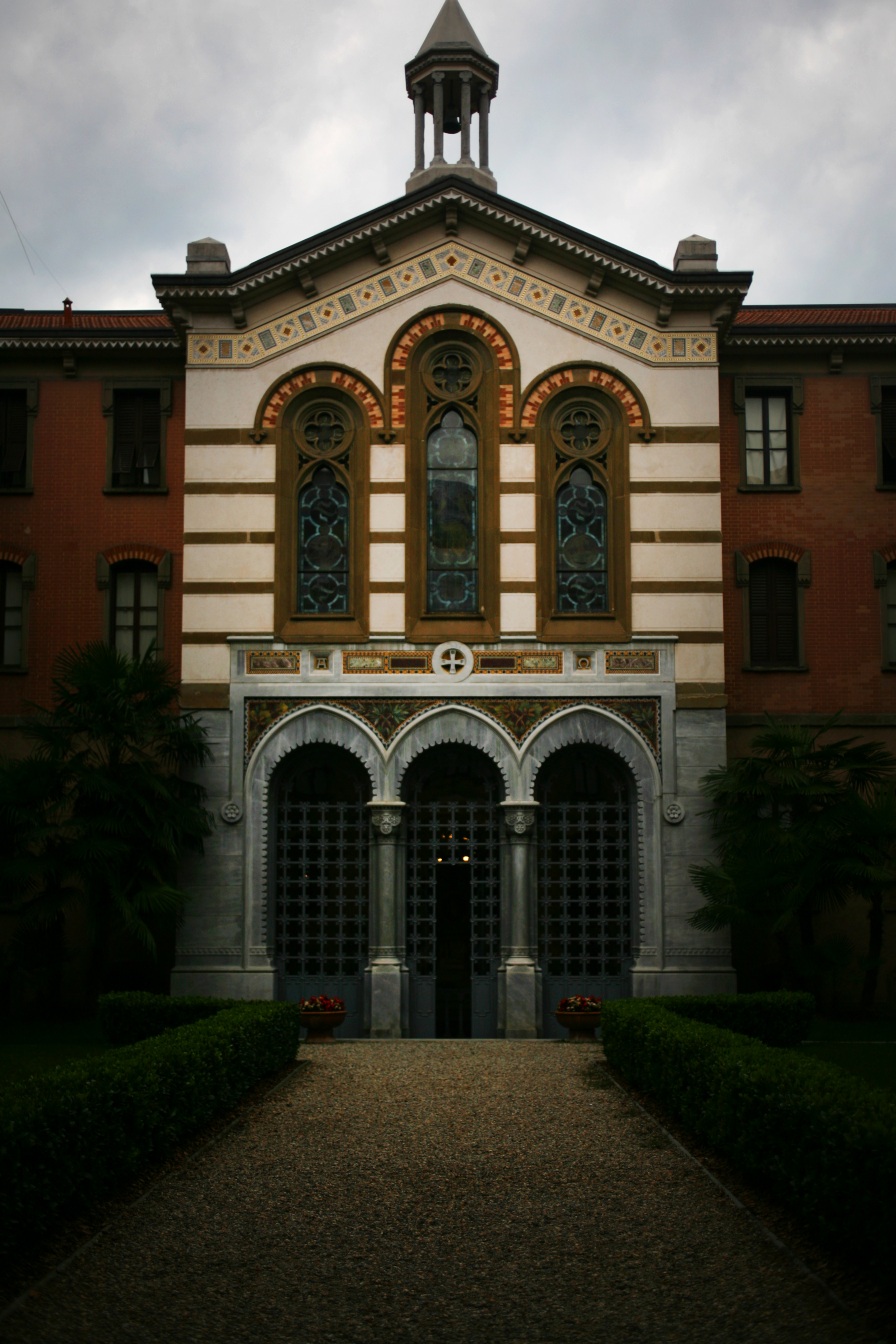
A Verdi házaspár kriptája

Már a villanovai kórház építése alatt (1887-1888) felmerült a zeneszerzőben egy milánói zenészotthon létrehozásának gondolata. 1889 február-márciusában megfelelő telket keresett az épület számára. Végül októberben egy, a Porta Garibaldi szomszédságában álló telek mellett döntött. Tervét 1891-ben, a Gazetta musicale di Milano hasábjain megjelent interjúban tárta a nagyközönség elé, de számos hazai és külföldi felkérése miatt, csak 1896 januárjában írta alá az általa Casa di Riposónak nevezett zenészotthon felépítésére vonatkozó megállapodásokat. Az épület terveit Camillo Boito készítette, Verdi jó barátjának és librettistájának, Arrigo Boitónak a testvére. Feleségével, Giuseppina Strepponival többször is ellátogattak az építkezésre. 1897-ben feleségével úgy döntöttek, hogy ezt választják végső nyughelyükül. Végakaratában elrendelte, hogy a műveiből származó bevételeket a muzsikusotthon fenntartására szenteljék és azt is kikötötte, hogy csak halála után nyithatja meg kapuit a nálánál kevesebb szerencsével megáldott, idős zenészek számára. A zenészotthon 1899-re készült el. Első lakói 1902. október 10-én költöztek be. A zeneszerzőről elnevezett otthont ma egy alapítvány működteti. Az intézményről 1984 Daniel Schmid, svájci filmrendező egy dokumentumfilmet készített Il bacio di Tosca (Tosca csókja) címmel.
Végakaratuknak megfelelően ide temették végső nyughelyükül, 1901. február 26-án Verdit és Strepponi asszonyt.